# Северный поток — 2
«Се́верный пото́к — 2» (англ. «Nord Stream 2») — недействующий после диверсии магистральный газопровод из России в Германию через Балтийское море длиной 1234 км (2468 км по двум ниткам). Представляет собой расширение газопровода «Северный поток». Проходит через территориальные воды России, территориальные воды и исключительную экономическую зону Германии, а также через исключительные экономические зоны Дании, Финляндии и Швеции. Протяжённость российского участка трубопровода составляет 118 км, финского — 374 км, шведского — 510 км, датского — 147 км, немецкого — 85 км. С 22 февраля 2022 года фактически заморожен.
По пропускной способности и протяжённости аналогичен действовавшему ранее газопроводу «Северный поток». Отличается от него точкой входа, расположенной в районе Усть-Луги на южном берегу Финского залива, а также маршрутом обхода острова Борнхольм (в отличие от «Северного потока», проложенного в территориальных водах Дании, «Северный поток — 2» уходит на юг, чтобы обойти территориальные воды вокруг острова. В результате пересекает «Северный поток» дважды). Также отличается составом акционеров. Единственным акционером с 2017 года является «Газпром», а в качестве инвесторов участвовали Engie (Франция), OMV (Австрия), Shell (Англия и Нидерланды), Uniper (Германия), Wintershall Dea (Германия).
Наряду со строительством газопровода велось расширение береговой газотранспортной сети. Параллельно существующему сухопутному продолжению «Северного потока» (газопроводу OPAL) немецкие компании построили газопровод Eugal для поставок газа к центрально-европейскому газовому хабу у городка Баумгартен (Австрия), а на территории Чехии компанией NET4GAS строился газопровод Capacity4Gas (параллельно существующему газопроводу «Газела»), введённый в эксплуатацию поэтапно в 2019 и 2021 годах. В России был построен газопровод «Грязовец — КС Славянская» и береговая компрессорная станция Славянская.
Проект прямо или опосредованно затрагивает интересы широкого круга стран и предприятий (см. разделы Сторонники проекта и Противники проекта) и вызвал бурную дискуссию на межгосударственном уровне и в СМИ (см. раздел Оценки и мнения).
Укладку труб планировалось завершить не позднее 4 квартала 2019 года. В декабре 2019 года строительство подводного участка трубопровода при готовности в 93,5 % было приостановлено в связи с санкциями США и в течение 2020 года было фактически парализовано. Готовых собственных трубоукладочных судов у «Газпрома» не было. В течение 2020 года «Газпром» дооборудовал судно «Академик Черский», но прокладку не возобновил: администрация Дональда Трампа демонстрировала готовность вводить всё новые и новые санкции — вплоть до мер против европейских покупателей газа.
После смены власти в США ситуация улучшилась. 24 января 2021 года работы по строительству в датских водах были возобновлены. Хотя подготовленные при Дональде Трампе поправки в закон Protecting Europe’s Energy Security Act (PEESA) были приняты уже при Джо Байдене, новая администрация в апреле ввела только часть санкций (непосредственно против трубоукладочных судов, участвующих в проекте), не приняв мер против оператора Nord Stream 2 AG и его менеджмента.
В конце мая 2021 года президент США Джо Байден заявил, что строительство трубопровода «Северный поток — 2» «почти завершено» и введение новых санкций против проекта было бы «непродуктивным» для отношений США с Европой.
10 июня 2021 года было завершено строительство первой из двух ниток газопровода. 10 сентября председатель правления Алексей Миллер сообщил, что строительство газопровода «Северный поток — 2» полностью завершено. 29 декабря Миллер на совещании у Президента РФ Владимира Путина доложил, что «в 12 часов 58 минут по московскому времени „Газпром“ завершил заполнение газом второй нитки газопровода „Северный поток — 2“. Теперь и первая, и вторая нитка газопровода „Северный поток — 2“ находятся под рабочим давлением и полностью готовы к эксплуатации».
20 января 2022 года госсекретарь США Энтони Блинкен на пресс-конференции с главой МИД Германии Анналеной Бербок в Берлине заявил, что «Северный поток — 2» остаётся для США, Германии и их союзников рычагом влияния на Россию, пока поставки газа по нему не начались.
22 февраля 2022 года, после признания Россией подконтрольных ей ДНР и ЛНР как независимых государств, ФРГ приостановила сертификацию газопровода, а президент США Джо Байден распорядился ввести санкции против компании-оператора Nord Stream 2 AG и её исполнительного директора Маттиаса Варнига. 24 марта компания заявила о подаче заявки на банкротство в ближайшее время. 12 июля суд ЕС частично признал иск оператора «Северного потока — 2», в нём он оспаривал применимость к СП 2 поправок к Газовой директиве Евросоюза. Ранее ЕС внёс поправки в Газовую директиву, чтобы распространить правила, действующие для газопроводов внутри ЕС, также и на трубы из и в третьи страны. Суд, рассматривавший апелляцию, счёл её требования оператора приемлемыми. У оператора СП-2 появилась возможность подать жалобу во второй раз и если она будет успешна, то он выиграет в процессе против Европейской комиссии и не будет подчиняться последней Газовой директиве ЕС.
26 сентября 2022 года одна из ниток газопровода была взорвана.

## Технические характеристики

Основные газопроводы Восточной Европы и их соединение с «Северными потоками»

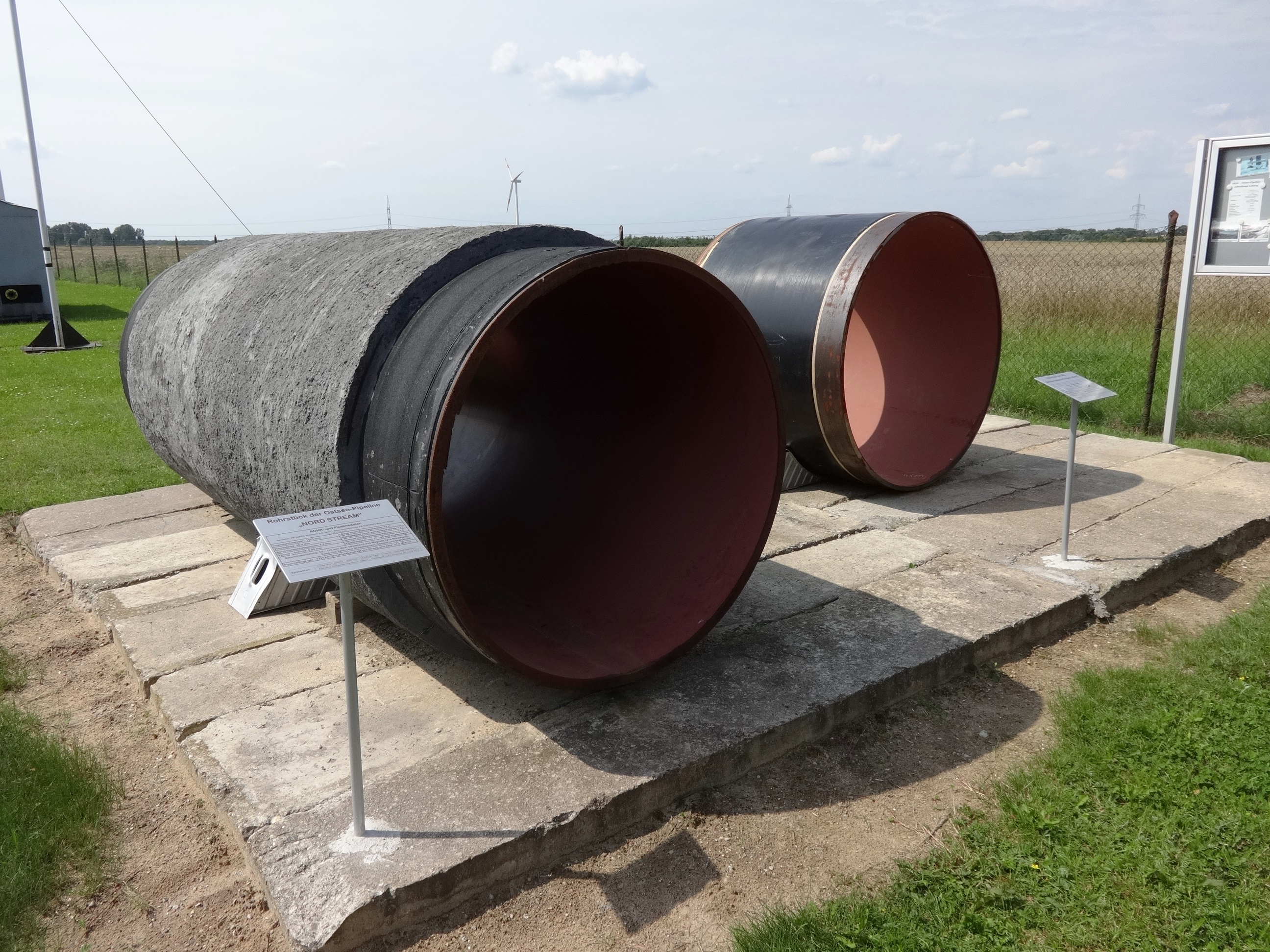
Трубы «Северного потока — 2», демонстрирующие разные технологические стадии изготовления: нанесение полиэтиленовой антикоррозийной защиты, после чего — железобетонной рубашки трубы

### Маршрут
Планируемая протяжённость каждой из двух ниток газопровода «Северный поток — 2» — 1234 км. Общая пропускная способность двух ниток — 55 млрд м³ газа в год.
| Страна    | Протяженность | Расположение                                                                                | Разрешение на строительство | Строительство                             |
| --------- | ------------- | ------------------------------------------------------------------------------------------- | --- | ----------------------------------------- |
| Россия    | 118 км        | Вход в море, Балтийское море (территориальные воды).                                        | |                                           |
| Финляндия | 374 км        | Балтийское море (Исключительная экономическая зона).                                        | 05 апреля 2018 года Получено разрешение Правительства на использование исключительной экономической зоны Финляндии, 12 апреля 2018 года получено разрешение на строительство и эксплуатацию трубопровода в соответствии с Законом о воде. | Прокладка завершена 21 августа 2019 года. |
| Швеция    | 510 км        | Балтийское море (Исключительная экономическая зона).                                        | 07 июня 2018 года получено разрешение на строительство и эксплуатацию шведского участка трассы. |                                           |
| Дания     | 147 км        | Балтийское море (Исключительная экономическая зона).                                        | 30 октября 2019 года Датское энергетическое агентство выдало разрешение на строительство Юго-восточного маршрута. |                                           |
| Германия  | 85 км         | Балтийское море (Исключительная экономическая зона и территориальные воды), выход на берег. | 31 января 2018 года. |                                           |

### Трубы
Подводная часть газопровода потребовала изготовления 200 тыс. труб длиной 12 метров для обеих ниток. Заказ на прямошовные трубы большого диаметра получили Europipe GmbH (40 % труб), ОМК (33 %) и ЧТПЗ (27 %). Вес каждой трубы — 10-12 тонн в зависимости от толщины стенки. Металлические трубы с полимерным покрытием поступают на специальные заводы для нанесения утяжеляющей бетонной рубашки, которая доводит вес трубы до 24 тонн и служит для предотвращения всплытия. Эти заводы расположены в Котке (101 тыс. труб), Мукране (83 тыс.) и Волжском (16 тыс.).
Трубы для «Северного потока — 2» имеют внутренний диаметр 1153 мм, толщина стенки составляет 41, 30,9 или 34,6 мм в зависимости от назначения трубы. Трубы рассчитаны на рабочее давление до 220 атм. Всего ОМК поставила ~1,5 млн тонн труб.
Готовые трубы соединяются высокоточной сваркой, поверх которой трубы затягиваются термоусадочными манжетами.
Оставшиеся после прокладки «Северного потока — 2» более 3 тысяч труб хранятся на территории порта Мукран на острове Рюген (собственность «Nord Stream 2 AG»).

### Береговая инфраструктура
«Северный поток — 2» является подводной частью второй очереди системы магистральных газопроводов «Северо-Европейский газопровод», которая, в свою очередь, представляет собой одну из веток газопроводов Ямал — Европа. Наземная часть Северо-Европейского газопровода начинается в районе города Грязовца, откуда выходит газопровод Грязовец — КС Славянская к побережью Финского залива. «Северный поток — 2» заканчивается на побережье Германии, где газ поступит в газопровод EUGAL, строящийся параллельно газопроводу OPAL. EUGAL доставит газ до газопроводов JAGAL (продолжения польской ветки Ямал—Европа) и STEGAL (продолжения газопровода Уренгой — Помары — Ужгород).
Начальная точка газопровода «Северный поток — 2» расположена на южном берегу Финского залива рядом с Усть-Лугой (59°32′46″ с. ш. 28°09′32″ в. д.). Неподалёку строится компрессорная станция «Славянская» (59°34′24″ с. ш. 28°14′18″ в. д.). Точка выхода «Северного потока» находится рядом с АЭС Грайфсвальд (54°08′47″ с. ш. 13°38′47″ в. д.).
Ресурсное обеспечение трубопровода газом осуществляется с двух вновь освоенных месторождений — Южно-Русского месторождения (район Уренгоя, начало эксплуатации 2008 год, запасы 1000 млрд м³) и Бованенковского месторождения (расположено на полуострове Ямал, начало эксплуатации 2012 год, запасы 4900 млрд м³). Для подключения Бованенковского месторождения в 2012—2017 годах были введены в эксплуатацию две нитки газопровода Бованенково — Ухта длиной 1200 км и производительностью до 115 млрд м³/год.

### Финансирование и рентабельность
Учредителем компании Nord Stream 2 AG является «Газпром». Согласно данным «Газпрома» на 2017 год, стоимость проекта составляла 9,5 млрд евро, из которых половину финансируют европейские компании Engie, OMV, Shell, Uniper и Wintershall Dea. 24 февраля 2021 года Wintershall закончила финансирование проекта, вложив 730 млн евро из планировавшихся 950 млн. Было заявлено, что Nord Stream 2 AG проинформировала Wintershall, что этих средств достаточно для завершения проекта.
Проект EUGAL стоимостью 3 млрд евро, являющийся частью инфраструктуры доставки газа «Северного потока — 2», построен немецкими компаниями GASCADE Gastransport GmbH, Gasunie Deutschland Transport Services GmbH, Fluxys Deutschland GmbH and ONTRAS Gastransport GmbH.
Срок окупаемости газопровода эксперты оценивают от 8 до 30 лет, в зависимости от тарифа на транзит, который установят «Газпром» и его партнёры, что, в свою очередь, зависит от степени финансового участия энергетических компаний ЕС. Срок окупаемости газопровода «Северный поток» по установленным для него пониженным тарифам оценивался в ходе его строительства в 2011 году в 14-15 лет. По другим оценкам, при анализе эффективности проекта следует также учитывать затраты на строительство газотранспортного коридора от Ямала до Балтийского моря, которые составили не менее 31 млрд долларов. Европейские участники участвуют в финансировании лишь морской части, в то время как затраты на строительство северного газотранспортного коридора берёт на себя «Газпром».
В 2018 году в майском отчёте Sberbank CIB о российских нефтегазовых компаниях аналитики Александр Фэк и Анна Котельникова пришли к выводу, что «Северный поток ― 2» обойдётся Газпрому в $17 млрд и не окупится даже за 20 лет. Основными бенефициарами проекта они называют подрядчиков «Газпрома» по строительству экспортных газопроводов «Стройгазмонтаж» Аркадия Ротенберга и «Стройтранснефтегаз» (около 50 % принадлежит Геннадию Тимченко и его семье). После появления данного отчёта из компании были уволены Александр Фэк и начальник аналитического подразделения Александр Кудрин.

## История проекта (согласование с государствами)
ФРГ
31 января 2018 года правительство ФРГ выдало разрешение на использование побережья Германии в соответствии с законом об энергетической промышленности ФРГ.
27 марта 2018 года было завершено предоставление документов для проекта с разрешением на использование территориальных вод ФРГ.
Финляндия
5 апреля 2018 года Финляндия одобрила строительство участка газопровода «Северный поток — 2» через свою исключительную экономическую зону.
Швеция
7 июня 2018 года Швеция выдала разрешение на строительство трубопровода в её исключительной экономической зоне.
Дания
3 апреля 2017 года была согласована экологическая экспертиза с экспертами Дании.
28 июня 2019 года компания Nord Stream 2 отозвала заявку на основной, южный, маршрут газопровода в территориальных водах Дании (первая из трёх заявок была подана в 2017 году); заявки по оставшимся двум маршрутам — северо-западному и юго-восточному — оставались на рассмотрении до конца октября 2019 года.
30 октября 2019 года было получено разрешение на строительство в исключительной экономической зоне Дании — был одобрен маршрут протяжённостью 147 км к юго-востоку от острова Борнхольм. Согласование с Данией заняло два с лишним года. К моменту получения этого разрешения все остальные подводные участки газопровода уже были построены.
В начале июня 2020 года директор «Северного потока — 2» Хеннинг Коте (Henning Kothe) после почти 14 лет работы неожиданно покинул проект, ссылаясь на «личные обстоятельства».
1 октября 2020 года Дания выдала NordStream 2 разрешение на работу газопровода. Датское энергетическое агентство удовлетворило просьбу оператора «Северного поток — 2» от 18 ноября прошлого года. Разрешение включает набор условий на эксплуатацию участка трубы, которые должны гарантировать безопасную работу трубопровода.
2 января 2021 года норвежская компания Det Norske Veritas отказалась продолжать работы по проверке для выдачи газопроводу сертификата соответствия стандарту DNV-OS-F10 1 из-за угрозы санкций США. 16 января страховая компания Zurich Insurance Group по тем же причинам решила прекратить оказывать услуги страхования проекта. 23 февраля страховая компания Munich Re также прекратила сотрудничество с проектом.

## Ход строительства

### 2016
- 22 августа на Выксунском металлургическом заводе началась отгрузка труб большого диаметра. Первый железнодорожный состав с трубами отправился со станции Выкса-промышленная на завод по нанесению утяжеляющего бетонного покрытия в Котке (Финляндия)[34].
- 23 августа первые 3300 тонн труб большого диаметра для строительства газопровода «Северный поток — 2» отгрузила Группа ЧТПЗ[69].

### 2017
- 22 февраля между Nord Stream 2 AG и компанией Allseas было заключено соглашение по обеспечению мощностей для укладки подводной части газопровода «Северный поток — 2». По соглашению, Allseas в течение 2018 и 2019 годов должна была обеспечить укладку труб для обеих ниток газопровода с использованием трёх трубоукладочных судов — Pioneering Spirit, «Solitaire» и Audacia[70].

### 2018
- 3 мая было начато строительство участка газопровода на территории Германии[71][72].
- 5 сентября судно-трубоукладчик «Solitaire» приступило к работам по укладке газопровода «Северный поток — 2» в Финском заливе[73].
- 6 октября судно-трубоукладчик Audacia приступило к укладке труб на германском морском участке газопровода «Северный поток — 2», где также вело работы судно Castoro Dieci (C10). Судно Audacia занялось работой на участке протяжённостью 38 км в глубоководной части маршрута.
- На 10 октября были уложены первые 100 км из 2,5 тыс. км газопровода[74].
- На 6 ноября были уложены 200 км[75], на 12 ноября — 250 км[76], на 30 ноября — более 300 км[77].
- С 23 декабря к укладке трубопровода «Северный поток — 2» присоединилось судно-трубоукладчик Pioneering Spirit[78]. Судно-трубоукладчик «Solitaire»' приступило к работам по укладке труб в исключительной экономической зоне Швеции. Судно-трубоукладчик Audacia закончило укладку труб на германском морском участке газопровода.

### 2019
- На 1 января было уложено более 400 км труб[79], на 1 апреля — более 915 км[80]; на 1 июля — 1501 км[81], на 1 октября — 2042 км[82].
- На 24 октября было уложено более 2100 км труб, но в связи с задержкой с получением разрешения от Дании трубоукладчик Solitaire покинул маршрут строительства газопровода[83].
- 30 октября датское энергетическое агентство (DEA) разрешило компании Nord Stream 2 AG вести строительство газопровода «Северный поток — 2» на датском континентальном шельфе[84]; был одобрен маршрут протяжённостью 147 км к юго-востоку от острова Борнхольм, практически по границе территориальных вод[85][86].
- 28 ноября началась укладка труб в водах Дании[87][88].
- На 15 декабря судном Pioneering Spirit было пройдено около половины датского участка (уложено 74 км), Solitaire отставал от него на 20 км. В общей сложности было уложено более 2230 км[89]; Nord Stream 2 запросила у немецких властей разрешения на продолжение строительства у северного побережья Германии в зимние месяцы[90][91].
- 23 декабря в результате объявленных США санкций против российских газопроводов швейцарская компания Allseas вывела из Балтийского моря суда, которые занимались прокладкой трубопровода[92]. По состоянию на 23 декабря строительство газопровода было завершено на 93,5 %, проложено более 2300 км трубопровода[93][94]. Спустя несколько дней после объявления американских санкций глава российского Минэнерго Александр Новак упомянул, что вместо покинувших проект судов Allseas оставшиеся километры может уложить судно «Академик Черский». Корабль вышел из порта Находка 9 февраля 2020 года.[95]

### 2020
Хотя иностранные партнёры на словах поддерживают «Северный поток — 2», попавший под американские санкции, однако достраивать газопровод России пришлось своими силами, без иностранных партнёров. В распоряжении России имеются два судна-трубоукладчика: большая баржа-трубоукладчик «Фортуна», принадлежащая ОАО «Межрегионтрубопроводстрой» (которая, однако, не имеет системы динамического позиционирования и по техническим ограничениям не может укладывать более 1,5 км труб в сутки), и судно-трубоукладчик «Академик Черский», принадлежащий «Газпрому», который на момент наложения санкций был задействован в Охотском море. При этом баржа «Фортуна», имеющая оборудование для сварки труб большого диаметра (которые используются в «Северном потоке — 2»), может работать только на мелководье, а для глубоководной укладки труб необходим «Академик Черский», который, однако, был приспособлен для укладки труб меньшего диаметра.
- 1 января, несмотря на незавершённость трубопровода «Северный поток — 2», российский газ пошёл по первой нитке газопровода EUGAL (является продолжением «Северного потока — 2» через территорию Германии до границы с Чехией, был сдан в эксплуатацию в конце 2019 года); этот газ поступает из действующего «Северного потока»[98].
- 6 июля датское энергетическое агентство DEA разрешило продолжение строительства газопровода с учётом использования новых трубоукладочных судов[97][99].
- 1 октября датское энергетическое агентство DEA выдало разрешение на эксплуатацию газопровода в своём континентальном шельфе[100].
- 11 декабря баржа «Фортуна» продолжила укладку труб в водах Германии[101][102].
- 22 декабря было завершено строительство сухопутного участка в Германии, а также было отмечено, что российская сухопутная часть готова[103]. На следующий день началась подготовка к достройке трубопровода в датских водах[104].
- 29 декабря строительство «Северного потока — 2» в немецких водах было завершено на маршруте «Б»[105].

### 2021
- 24 января работы по строительству в датских водах были возобновлены. К моменту возобновления строительства оставалось проложить около 120 км труб в водах Дании и около 28 км в водах Германии[106][107].
- 4 марта компания Uniper сообщила о завершении финансирования проекта[108].
- 31 марта к строительству присоединился трубоукладчик «Академик Черский», которому предстоит уложить в датских водах 68,5 километра газопровода, в германских — 16,5 километра[109]. К тому времени было уложено 2339 км труб (из 2460 км)[110].
- 1 апреля была официально введена в строй вторая нитка газопровода Eugal, сняв все вопросы о дальнейшей транспортировке газа, получаемого по «Северному потоку — 2»[111].
- 11 апреля «Академик Черский» после долгих приготовлений начал работы по германскому участку по маршруту «А»[112].
- 15 апреля МИД ФРГ официально окончательно отверг идею отказа от строительства или наложения ограничений на работу трубопровода в связи с ситуацией на Украине и общими отношениями России и стран ЕС[113]. «Фортуне» на этот момент оставалось проложить лишь около 15 км труб в датских водах[114].
- 20 апреля Ангела Меркель, выступая в ПАСЕ, официально подтвердила выбор Германии в пользу «Северного потока — 2», исключив возможность отмены или остановки его строительства.[115]
- 27 апреля «Академик Черский» начал укладку труб на датском участке[116].
- 4 мая федеральное ведомство по судоходству и гидрографии Германии (BSH) сообщило, что действие разрешения на строительство газопровода «Северный поток — 2» до конца мая временно приостановлено из-за иска экологов[117].
- На 13 мая «Академик Черский» завершил строительство первого отрезка 1-й нитки газопровода в ИЭЗ Дании и приступил к строительству второго. «Фортуне» на ту же дату осталось пройти менее 10 км в ИЭЗ Дании по маршруту «Б». Судно завершило строительство пересечения с первой ниткой «Северного потока» и вплотную подошло к строительству пересечения со второй ниткой[118].
- 17 мая Германское Федеральное ведомство по судоходству и гидрографии (BSH) разрешило начать строительство газопровода «Северный поток — 2» в германских водах[119] «Фортуна» пересекла вторую нитку «Северного потока» и завершает работы в ИЭЗ Дании.[120].
- Вечером 22 мая «Фортуна» завершила строительство финального отрезка 2-й нитки в ИЭЗ Дании к югу от о. Борнхольм и приступила к укладке труб в ИЭЗ Германии.[121][122].
- 25 мая Федеральное ведомство по судоходству и гидрографии Германии отменило запреты на строительство в германских водах и разрешило «Фортуне» достраивать немецкий участок без дополнительных пауз. На этот момент судну оставалось пройти менее 11 км до завершения строительства нитки.[123]
- 10 июня строительство ветки по маршруту «Б» полностью завершено с технической точки зрения. 11 июня трубу начали заполнять газом и проводить пусконаладочные работы[124]. «Академик Черский» уложил к этому моменту уже более 15 км труб по маршруту «А». Всего ему остаётся уложить около 70 км труб. Скорость работы судна также повышается после прохождения наиболее проблемных участков[125].
- На 23 июня строительство ветки «А» идёт полным ходом. Основными работами занимается трубоукладчик «Фортуна», «Академик Черский» выступает в качестве запасного судна, готового вести работу в более сложных погодных условиях. Всего осталось проложить около 61 км труб (16,5 км в ИЭЗ Германии и около 45 км в ИЭЗ Дании). Срок заполнения ветки технологическим газом — ориентировочно 1 ноября 2021 года[126]
- 26 июня была официально получена[127] заявка Nord Stream 2 AG о сертификации в качестве независимого оператора газотранспортной системы (independent transmission operator, ITO). В рамках модели ITO «Газпром» сможет остаться владельцем Nord Stream 2 AG, с учётом ряда ограничений: тарифы должны согласовываться с регулятором, сотрудники «Газпром» не могут работать и входить в органы управления оператора, все основные системы должны быть разделены, «Газпром» не должен оказывать никаких услуг оператору[14].
- 28 июня «Фортуне» осталось пройти около 56 км по маршруту «А»[128].
- 11 июля глава Nord Stream 2 AG Маттиас Варниг в интервью с немецкой газетой Handelsblatt заявил, что все строительные работы будут завершены до конца августа 2021 года.[129] К концу того же дня «Фортуне» оставалось уложить около 30 км труб в ИЭЗ Дании и около 16,5 км в водах Германии.[130] 18 июля судно «Академик Черский» покинуло воды Дании и направилось в исключительную экономическую зону Германии, где ему предстояло уложить 2,6 километра труб второй нитки газопровода[131]
- 28 июля Nord Stream 2 AG сообщили, что трубоукладочное судно «Академик Черский» полностью выполнило первоначально запланированный объём работ для газопровода «Северный поток — 2». Таким образом, к настоящему времени газопровод завершён на 99 %. Трубоукладочная баржа «Фортуна» продолжает работу на заключительном участке проекта. Всего днём 27 числа оставалось уложить около 27 км газопровода.[132]
- 21 августа баржа-трубоукладчик «Фортуна», работавшая над завершением укладки «Северного потока — 2» в датских водах, пересекла морскую границу с Германией, где планирует работать на участке протяжённостью примерно 13-14 километров и завершить работы до 12 сентября[133].
- 6 сентября оператор проекта, компания Nord Stream 2 AG, сообщил, что в Балтийском море завершена укладка последней трубы второй нитки «Северного потока — 2». Началась подготовка к стыковке немецкой и датской секций газопровода «Северного потока — 2», после которой запланированы пусконаладочные работы[134].
- 10 сентября на утреннем оперативном совещании в ПАО «Газпром» председатель правления Алексей Миллер сообщил, что в 8:45 мск строительство газопровода «Северный поток — 2» полностью завершено[135].
- 17 декабря Nord Stream 2 AG начал заполнение газом второй нитки газопровода «Северный поток — 2»[136].
- 29 декабря Алексей Миллер на совещании у Президента РФ Владимира Путина доложил, что в 12 часов 58 минут по московскому времени «Газпром» завершил заполнение газом второй нитки газопровода «Северный поток — 2». Теперь и первая, и вторая нитка газопровода «Северный поток — 2» находятся под рабочим давлением и полностью готовы к эксплуатации[18].

### 2022
- 22 февраля, после признания Россией самопровозглашённых ДНР и ЛНР, Германия приостановила сертификацию газопровода[20].
- Виктория Нуланд заявила, что проект газопровода «Северный поток — 2» в настоящий момент мёртв и вряд ли будет реанимирован когда-либо[137].
- 8 сентября Associated Press сообщило, что швейцарский суд предоставил управляющей компании газопровода «Северный поток — 2» четырёхмесячное продление отсрочки от банкротства[источник не указан 1047 дней].
- 19 сентября премьер-министр Нижней Саксонии Штефан Вайль заявил, что даже после того, как Владимир Путин покинет пост президента России, газопровод «Северный поток — 2» не будет введён в эксплуатацию. «Утрата доверия настолько фундаментальна, что никогда больше не возникнет ситуации, в которой федеральное правительство Германии могло бы полагаться на энергию из России», — сказал политик немецкому агентству печати[138].
- 5 октября вице-премьер Александр Новак, заявил что одна ветка «Северного потока-2» находится в надлежащем техническом состоянии, она достроена и заполнена техническим газом. По его словам, если будут приняты все соответствующие решения, соблюдены необходимые юридические и формальные процедуры для запуска, Россия будет готова обеспечивать поставку по данному маршруту. Новак предположил, что срок начала поставок может быть не долгим[139].
- 12 октября 2022 года Владимир Путин заявил, что после взрывов на газопроводах «Северный поток-1» и «Северный поток-2» газ из РФ в Европу может поставляться по уцелевшей нитке «Северного потока-2». По его словам, сейчас мяч на стороне ЕС, для этого Европе достаточно «просто открыть кран»[140].
- 14 октября Путин заявил, что европейскими партнёрами решение о запуске «Северного потока-2» «вряд ли будет принято». Президент заявил, что газопроводы «Северных потоков» хоть и не работали, но обеспечивали стабильность. Однако, после подрыва включить их невозможно. Несмотря на то, что одна нитка осталась в работоспособном состоянии, решение о запуске не принимается.[141]
- 28 ноября 2022 года Reuters сообщил, что «Газпром» планирует сохранить газоперекачивающее оборудование на компрессорной станции «Славянская», обеспечивающей газопровод «Северный поток-2»[142].
- 30 ноября 2022 года компания Uniper заявила, что подает в суд на «Газпром», чтобы возместить убытки от недопоставки газа из РФ. Uniper оценивала текущие затраты на замену российского газа в €11,6 млрд[143].

## Подрыв
26 сентября 2022 г. на одной из линий газопровода «Северный поток 2» давление резко упало, со 105 бар до 7. Компания-оператор Nord Stream 2 AG сообщила, что причиной падения давления стала дыра в трубе. Вскоре после этого также резко давление упало в обеих нитках «Северного потока».
Сообщалось (ИА Reuters со ссылкой на германский сейсмологический центр GFZ), что в местах утечек газа в ночь с 25 на 26 сентября был зафиксирован первый сейсмический толчок, а вечером 26 сентября — второй. Позже были зафиксированы ещё два взрыва. Отмечалось, что толчки были зафиксированы на фоне очень низкой сейсмической активности в этом регионе. Землетрясения также были зафиксированы и шведскими сейсмологами, по мнению которых, причиной толчков были взрывы.

## Оценки и мнения
По заявлениям официальных представителей России и Германии, проект является исключительно экономическим и «абсолютно деполитизированным». В то же время высказываются мнения, что одна из основных целей проекта — это прекращение транзита газа через Украину. Этот газопровод также делает невозможной схему «виртуального реверса», по которой Украина фактически получала газ от «Газпрома», оформленный как импортированный из Европы.
В США заявляли, что создание ещё одного обходного маршрута для российского газа приведёт к потере украинской экономикой $400—500 млн в год и росту геополитического влияния России в Европе, что противоречит интересам США, однако экономически выгодно Европе и России. В то же время научный сотрудник Центра глобальной энергетической политики Колумбийского университета Пьер Ноэль не поддерживал подобные мнения.

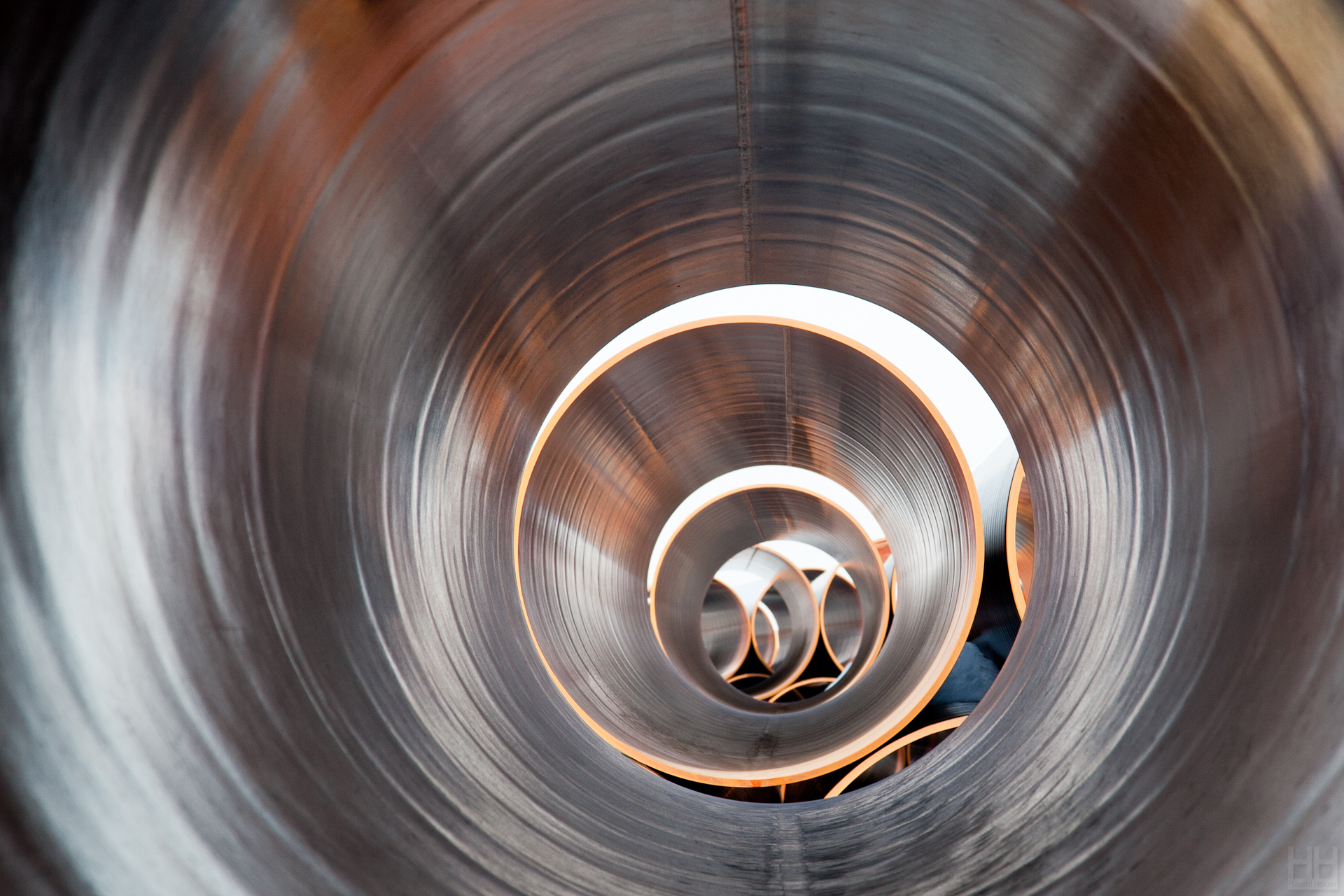
Трубы «Северного потока — 2» до обработки антикоррозийными покрытиями

### Риски, связанные с изношенностью украинской ГТС
Одна из серьёзнейших проблем существующего транзитного маршрута через украинскую ГТС заключалось в том, что доходы от транзита идут не на её содержание и ремонтное обслуживание, а на компенсацию дефицита государственного бюджета Украины, при том, что износ украинской ГТС оценивался как критический и способный привести к крупным авариям и реальной угрозе полного прекращения транзита газа.

### Возможный рост потребления газа в Евросоюзе
В СМИ отмечалось, что при резком росте потребления газа в Евросоюзе России может потребоваться и «Северный поток — 2», и украинская ГТС. Это может быть вызвано не столько сокращением собственной газодобычи в ЕС, а политической программой «зелёных», призывающих к отказу от угольной генерации и при этом не согласных на строительство АЭС. В случае политической победы «зелёных» Евросоюз был бы вынужден приступить к массовому строительству газовых ТЭС и ТЭЦ вместо выводящихся из строя угольных станций. «Зелёным» уже удалось добиться того, что Еврокомиссия поставила цель сокращения выбросов диоксида углерода на 40 % к 2030 году (в 2020 году Европейская комиссия предложила пересмотреть эту цель до 55 %). Угольные станции создают примерно в два раза больше вредных выбросов, чем газовые, включая углекислый газ.
Данный аспект являлся одной из причин острого сопротивления проекту со стороны Польши, которая является самым сильным загрязнителем окружающей среды в ЕС угольными станциями. Потенциально расширение «зелёных проектов», включая газовые, угрожало Польше необходимостью импорта газа и сокращения добычи угля.

### Возможные последствия реализации проекта для Украины
Наиболее дискутируемый вопрос, имеющий отношение к проекту газопровода, — последствия его реализации для Украины. Бывшая посол США на Украине Мари Йованович в 2017 году заявляла, что речь может идти о потерях примерно в 3 % ВВП Украины в год.
Оценки последствий проекта для экономики Украины касались следующих аспектов: выпадения доходов от транзитных платежей и прекращения «виртуального реверса».
Воздействие проекта на бюджет и платёжный баланс Украины
Бывший премьер-министр Украины Арсений Яценюк оценивал возможные потери Украины примерно в 2 млрд долларов в год, что примерно соответствует доходам от транзита газа.
Последствия прекращения «виртуального реверса» и энергетическая изоляция Украины
За 30 лет независимости Украина не проложила ни одного газопровода и не построила ни одного регазификационного терминала для приёма СПГ-танкеров со сжиженным природным газом, в то время как в странах Евросоюза за последние годы были построены несколько таких терминалов, а по территории соседних с Украиной государств проложены новые магистральные газопроводы для диверсификации поставок природного газа. Выдвинув на конференциях и форумах идею «Белого потока» для поставок газа из Туркмении и Азербайджана, Украина не смогла договориться ни о наполнении трубы газом, ни о финансировании проекта. Получая природный газ от единственного поставщика — российского «Газпрома», Украина отказалась от закупок природного газа напрямую у России, закупая природный газ по схеме «виртуального реверса», которая состоял в том, что с согласия европейских потребителей Украина отбирает из транзита «Газпрома» часть газа, которая затем оформляется сделками по «реверсу» газа из Евросоюза, при том, что в реальности этот газ не прокачивается.
Вступление в строй «Северного потока — 2» могло бы повлиять на жизнеспособность используемой Украиной с 2014 года схемы «виртуального реверса». Алан Райли из Лондонского государственного института управления считал, что «Северный поток — 2» (при полном прекращении транзита через Украину) сделал бы принципиально невозможным и сохранение какого-либо варианта «виртуального реверса», и несанкционированный отбор российского газа Украиной. Алан Райли назвал эту потенциальную ситуацию «энергетической изоляцией Украины».
Дополнительной проблемой могло стать резкое повышение тарифов на поставки газа через ГТС Украины как для населения, так и для коммерческих пользователей, так как ГТС Украины была рассчитана на перекачку 120 млрд м³ в год и требовала значительных постоянных затрат, которые при малых объёмах транспортировки перекладываются на тарифы ЖКХ.
Техническая проблема для Украины заключалась ещё и в том, что Словакия, с которой Украина соединена основными газопроводами в сторону Евросоюза, получала газ только из России и при изменении транзитной схемы могла не иметь достаточных объёмов газа для прокачки в сторону Украины при переходе от «виртуального» реверса к реальному. Однако эксперты указывали, что основным выгодоприобретателем от данной ситуации мог стать не «Газпром», а Словакия, которая могла бы покупать газ из «Северного потока — 2» через хаб у города Баумгартен, а затем требовать от Украины любую цену за этот газ. Эксперты связывали изменение позиции Словакии по «Северному потоку — 2» в пользу проекта именно с возможностью реализовать такую высокоприбыльную схему.
Алан Райли из Лондонского государственного института управления отмечал, что при «Северном потоке — 2» энергетические проблемы Украины будут мало интересовать Европу из-за утраты европейцами интереса к украинским проблемам. В отличие от него, Пьер Ноэль из Центра глобальной энергетической политики Колумбийского Университета США опровергал подобные опасения, ссылаясь на созданный в Европе объединённый конкурентный рынок газа. По его словам, единственным материализовавшимся риском поставкам газа в Европу и самым длительным в мировой истории торговли газом был двухнедельный перерыв в поставках из-за задержки в заключении договора транзита при доминирующем положении Украины. Взаимный законный интерес ЕС и России к исключению подобного риска продвигался ими через новые трубопроводные проекты. Украине следовало повышать эффективность использования своей ГТС, сокращая эксплуатационные расходы, модернизируя её, в том числе и при поддержке ЕС.

### Экологические аспекты
По мнению представителей Всемирного фонда дикой природы (WWF) и германского Союза защиты природы (NABU), «проект ведёт в тупик с точки зрения климатической политики, представляет угрозу для уязвимой экосистемы Балтийского моря и вбивает клин в солидарность и доверие в ЕС».
Немецкий журнал Spiegel признавал, что газ, который Россия поставляет Германии по трубам, «более экологичен», чем природный газ из США. Во-первых, для приёма американских танкеров в портах на Северном море потребуется расширять устье Эльбы. Во-вторых, СПГ-терминалы в ФРГ строятся в опасной близости с химическим заводом, что грозит техногенной катастрофой. В-третьих, добыча сланцевого газа в США методом гидравлического разрыва пласта наносит ущерб природной среде. Авторы статьи журнала Spiegel уверены, что метан в любом случае представляет угрозу для экологии и поэтому к 2050 году ЕС должен отказаться от ископаемого топлива.
7 января 2021 года региональный парламент федеральной земли Мекленбург — Передняя Померания Германии на внеочередном заседании одобрил выделение 200 тысяч евро в бюджет нового фонда «Защита климата и экологии» (нем. Klima- und Umweltschutz MV) для поддержки реализации строительства газопровода «Северный поток — 2». Он предполагал включение газопровода в перечень важных для экологии проектов с целью обхода санкций США. Выбранная юридическая форма снижала риски для региональных властей: в случае, если бы закупкой материалов для «Северного потока — 2» занялась фирма, учреждённая правительством федеральной земли, в худшем случае под санкциями оказались бы все региональные структуры.

## Сторонники проекта
В число сторонников проекта входили государства, которые либо инвестировали через свои стратегические энергетические компании в строительство газопровода, либо получали доходы от участия их компаний в этом строительстве, либо обеспечивают его заказами на поставку газа.
Газопровод активно поддерживали Германия, Франция и Австрия, которые хотели избавиться от лишних затрат на платежи странам-транзитёрам и тем самым получить доступ к более дешёвым энергоносителям, стимулируя за счёт этого рост своего ВВП.
Общий список сторонников:
- Россия («Газпром»)

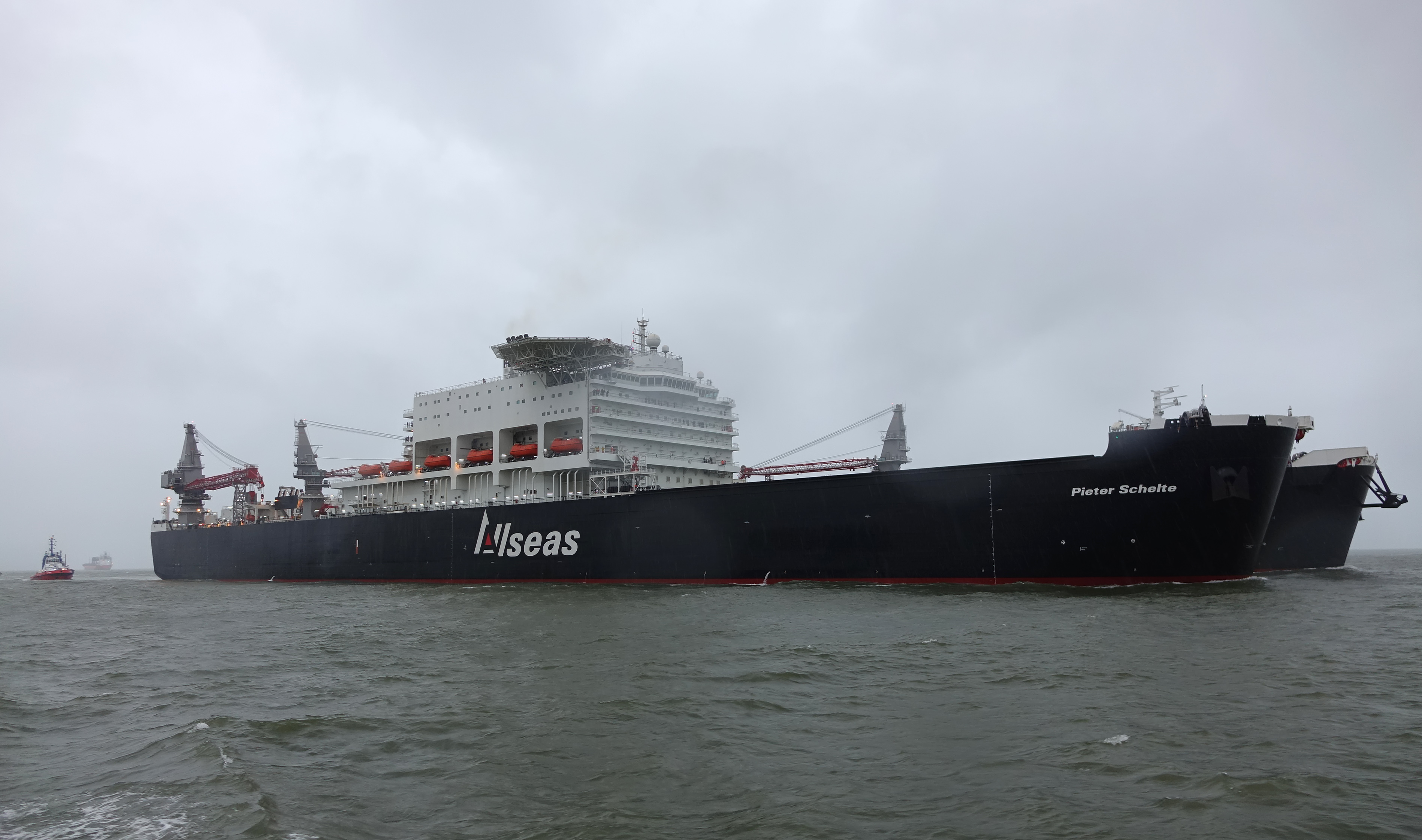
Швейцарско-мальтийский трубоукладчик Pieter Schelte, строивший «Северный поток — 2»

- Германия (E.ON, BASF, Wintershall, Uniper[англ.])
- Нидерланды и  Великобритания (Shell, Wasco Coatings Europe BV)
- Австрия (OMV)
- Франция (Engie)
- Чехия (NET4Gas)[172]
- Финляндия (Fortum[173], Wasco[34][174])
- Швейцария (Allseas AG)[175]
- Мальта (Pioneering Spirit)[70]
- Словакия[149]
- Норвегия (Kværner[англ.])[176]

### Основные причины поддержки проекта Германией и Австрией
Обозреватели «Украинской правды», анализируя политические последствия «Северного потока — 2», сформулировали, какие выгоды из этого проекта могут извлечь Германия и Австрия:
1. Германия избавится от всех стран — транзитёров газа и сама сможет заниматься регулированием цен на газ в Евросоюзе.
2. Цена газа для Германии снизится, но «Газпром» за счёт этого получит впечатляющие лоббистские возможности в Евросоюзе.
3. Немецкие газовые компании вытеснят польских и словацких конкурентов с рынка ЕС.
4. Германия с ростом энергетической зависимости стран ЕС от поставок газа через ФРГ усилит своё стратегическое значение в Европе как крупнейшая экономика и мощный политический центр.
5. Австрия как союзник Германии также превращается в центральный газовый хаб ЕС с вытекающим отсюда экономическим и политическим влиянием.

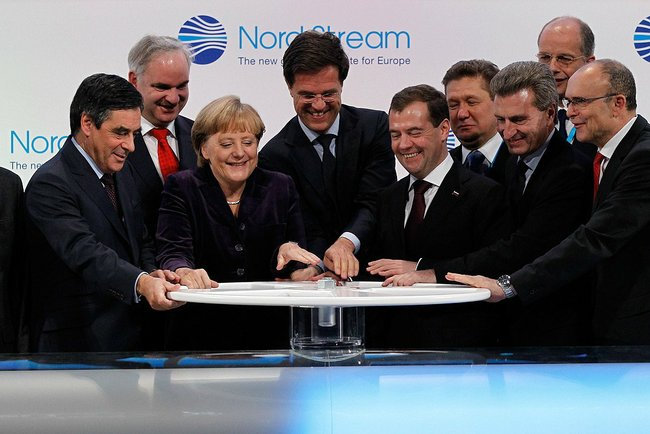
Церемония открытия «Северного потока», где были подписаны протоколы о «Северном потоке — 2»

Макроэкономические преимущества, которые Германия и Австрия рассчитывали получить от «Северного потока — 2», были так велики, что они были готовы бросить вызов внешней политике США в Европе. Часть обозревателей отмечало, что ситуация с «Северным потоком — 2» напоминало ситуацию с газопроводом «Уренгой — Помары — Ужгород» (фрагментом которого и является сейчас ГТС Украины), построенным при агрессивном противодействии США. Стратегическая заинтересованность Германии в контроле над потоками энергоносителей привела к тому, что Германия обеспечила финансирование этому газопроводу, предоставила технологии и в итоге пресекла невыгодную ей политику США в Европе.

#### Особенности поддержки проекта в Германии
Среди политических партий Германии против газопровода высказывались только «зелёные». При этом ввод газопровода в строй мог привести к сокращению потребления угля в Германии и ЕС, что улучшит экологическую ситуацию, а закрытие угольных ТЭС и ТЭЦ в Германии находились в программе «зелёных». Для многих избирателей «зелёных» экологические вопросы были существенно важнее политической целесообразности, поэтому последовательными противниками проекта нельзя назвать и экологов.
Ангела Меркель, возглавлявшая блок ХДС/ХСС, поддерживала проект и выступала против санкций США.

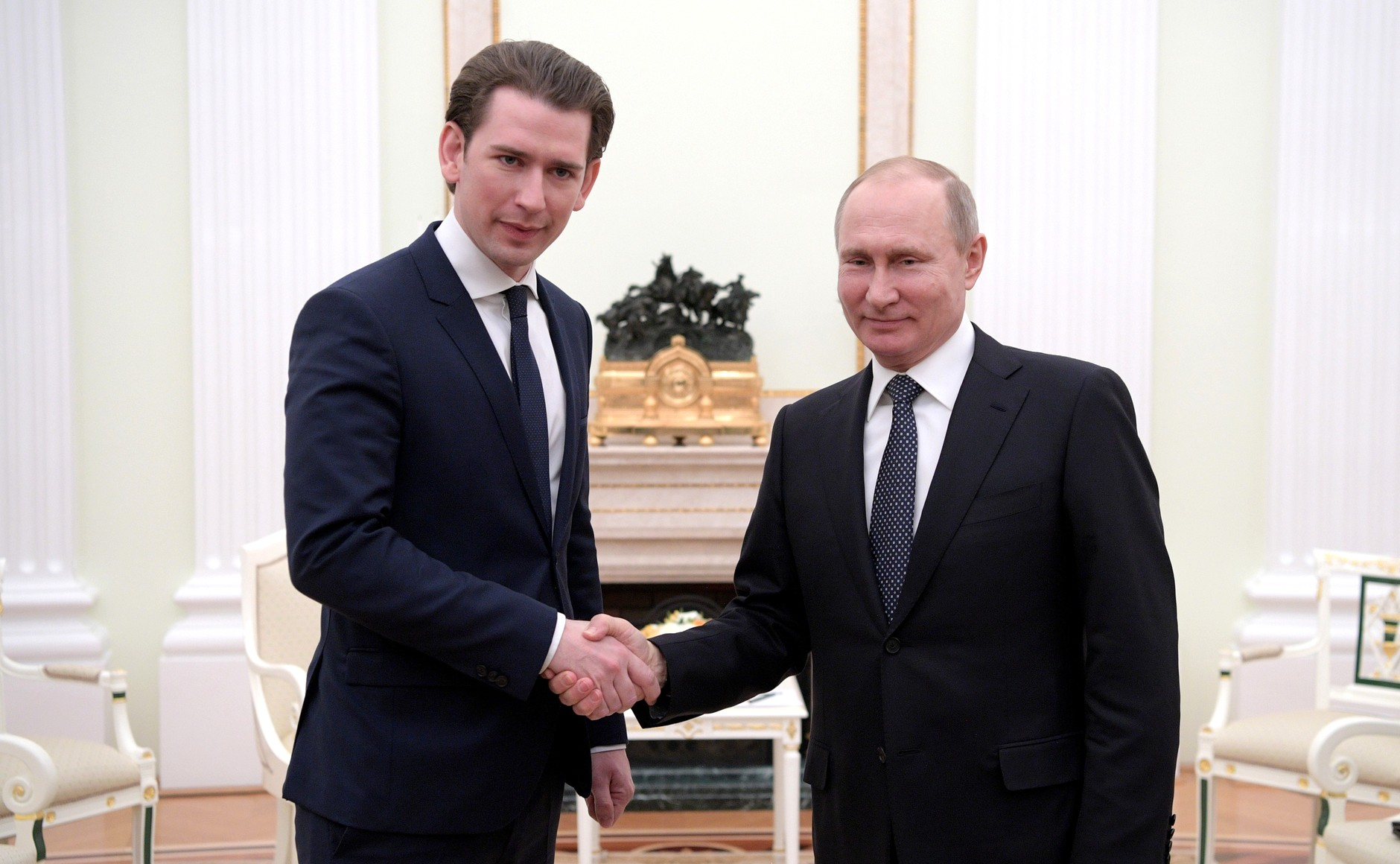
Канцлер Австрии Себастьян Курц был известен как сторонник проекта, написавший резкое письмо в Конгресс США о недопустимости вмешательства во внутренние дела ЕС

После выборов в бундестаг 2017 года Ангела Меркель была вынуждена пойти на очень большие уступки лоббирующей «Северный поток — 2» партии СДПГ, чтобы добиться её вхождения в коалицию и сохранения своей власти. Это гарантировало неизменность курса политики Германии во всех аспектах, включая поддержку инфраструктурных проектов.

#### Особенности поддержки в Австрии
Австрия была основным союзником Германии в проекте. После выборов 2017 года в Австрии сформировалась пророссийская коалиция из Народной партии, чей лидер Себастьян Курц был известен как острый критик попыток США заблокировать «Северный поток — 2». Будучи министром иностранных дел Австрии, он совместно с главой МИД Германии Зигмаром Габриэлем подписал резкое письмо в адрес Конгресса США. Партнёром Народной партии являлись Партия свободы, имевшая репутацию «друзей России» и выступавшая за снятие санкций с России. Если ранее Австрия выступала за проект с точки зрения усиления позиций своего газового хаба у города Баумгартен и своей компании «OMV», то теперь поддержка проекта Австрией усилилась и являлась частью более широкой политической кампании за улучшение отношений с Россией.

### Страны, заинтересованные подрядами на строительство
Привлечение различных компаний-подрядчиков к участию в строительстве газопровода делала многие страны Европы экономически заинтересованными в этом проекте. Речь шла о Швеции, Германии, Нидерландах, Финляндии.
Швейцария стала единственной из западноевропейских стран, которая отказалась присоединиться к санкциям США против России. Само юридическое лицо, занимающееся строительством газопровода, — Nord Stream AG — зарегистрировано в Швейцарии. Кроме налогов, уплачиваемых Nord Stream AG, доходы Швейцарии включали прибыль от фрахта судна-трубоукладчика Allseas AG, которая составляла порядка 300 тысяч евро в день. Партнёром Швейцарии выступала Мальта, в юрисдикции которой было зарегистрировано судно-трубоукладчик Pioneering Spirit.

### Страны, изменившие позицию в пользу проекта
Аналитики относили Чехию к потенциальным противникам газопровода, но чешская NET4Gas присоединилась к альянсу немецких и австрийских компаний, а премьер Чехии Богуслав Соботка отказался поддерживать противников газопровода. Обозреватели связывали это с давлением немецких финансовых структур, которым принадлежал NET4Gas. Ещё одним «перебежчиком» из лагеря противников «Северного потока — 2» стала Словакия. Хотя формально Словакия могла терять 800 млн евро от прекращения транзита через Украину, но «Газпром» и словацкий Eurostream подписали соглашение о присоединении его к транзитным маршрутам от «Северного потока — 2».

### Аргументы сторонников проекта

#### Россия
Председатель правления «Газпром» Алексей Миллер:
- «Северный поток — 2» позволяет соединить прямой линией новую ресурсную базу «Газпрома» (Ямал) и основной центр потребления — северо-запад Европы. Это самый короткий экспортный маршрут от ресурсной базы до потребителя в отличие от маршрута через Украину, который почти в полтора раза (на 2000 км) длиннее «Северного потока — 2».
- Новый газопровод обеспечивает давление 120 атмосфер в отличие от центрального коридора, магистральные газопроводы в котором рассчитаны на рабочее давление 55-75 атмосфер. По словам Миллера, «благодаря низким эксплуатационным затратам северный коридор становится несравненно более экономичным транспортом по сравнению с существующим коридором»[193][194].
- За счёт использования современного оборудования углеродный след поставок газа по газопроводу «Северный поток — 2» вдвое меньше, чем у СПГ из Катара, в 4 раза — чем у СПГ из США и Австралии[195][196].

Президент России Владимир Путин:
- «Северный поток — 2» выгоден для экономики Европы в целом и Германии в частности. Потому что другой вариант (покупка более дорогого первичного энергоносителя — американского сжиженного газа — по цене на 20 процентов выше, чем наш трубный газ) — что это означает? Снижение конкурентоспособности германской экономики и повышение цен для домохозяйств. Это соответствует национальным интересам Европы и Германии[197].
- Снятие санкций с «Северного потока — 2» позволит обеспечивать поставку 55 млрд м³/год, что может быть актуально в условиях нехватки энергоносителей в ЕС[198].

#### Германия
Министр экономики и энергетики Германии Петер Альтмайер в прямом эфире телеканала ARD заявил, что газ, который поставляется по трубопроводу, значительно дешевле американского сжиженного газа. По словам Альтмайера, если США ставят во главу угла собственные экономические интересы, они должны быть готовы к тому, что европейцы поступают аналогичным образом.
Канцлер Германии Ангела Меркель: «Мы считаем этот проект экономическим. Мы выступаем за диверсификацию. Проект не представляет собой угрозу для диверсификации».
Глава Восточного комитета германской экономики Оливер Хермес считает, что технологии и материалы, использованные при строительстве газопровода, позволят в будущем транспортировать по трубе не только газ, но и водород. А это актуально для Германии, делающей ставку на водородную энергетику.
Согласно результатам опроса социологического института Forsa (январь 2019), 73 % граждан Германии выступают за строительство «Северного потока — 2». 67 % немцев не видят угрозы зависимости страны от России, о которой говорит Дональд Трамп. 90 % граждан уверены, что президент США «просто хочет продавать американский сжиженный газ» в Германию.
Член правления Wintershall Тило Виланд в интервью «Российской газете»: «Газопровод является самой короткой связью между Россией и Европой и, таким образом, вносит положительный вклад в баланс СО2, так что экологические претензии несостоятельны. А что касается энергобезопасности Старого Света, „Северный поток — 2“ — очень важный вклад в газовый рынок Европы. К 2030 году экспорт, предположительно, составит 400 млрд м³. Благодаря газопроводу у нас к этому моменту будет создана качественная инфраструктура».
Экс-канцлер Германии Герхард Шрёдер в августе 2022 года в интервью немецкому Stern заявил: «Если вы не хотите использовать „Северный поток — 2“, вам придётся столкнуться с последствиями. И они будут огромными в Германии». По его мнению, у страны не будет проблем с поставками для немецкой промышленности и немецких домохозяйств в том случае, если заработают оба «Северных потока».

#### Норвегия
По мнению министра энергетики страны Терье Севикнеса, проект не противоречит европейской энергетической безопасности — наоборот, с его появлением возможности региона по импорту сырья увеличатся. «Норвегия придаёт большое значение долговременным поставкам газа в Европу», — заявил он.

#### Китай
В январе 2019 года МИД КНР жёстко отреагировал на угрозы со стороны посла США Ричарда Гренелла применить к немецким компаниям санкции за участие в проекте. «США и другие страны должны уважать право компаний самостоятельно принимать решение о сотрудничестве с компаниями из других стран, в том числе по „Северному потоку — 2“», — заявила официальный представитель МИД КНР Хуа Чуньин.

## Противники проекта
Противниками проекта, как и в случае первого «Северного потока», являлись страны-транзитёры, опасающиеся утраты транзитных платежей (Украина и Польша), а также страны, удалённые от точки поступления газа (Венгрия и Румыния), для которых транзитные платежи могут возрасти. В то же время среди противников проекта не было стран, которые участвовали в строительстве или будущих поставках газа (в том числе в приёме), а также стран, через территориальные воды или исключительные экономические зоны которых проходил газопровод. Вся деятельность противников заключалась либо в ряде политических заявлений, либо во введении санкций против проекта, которые, впрочем, за все годы осуществления проекта не повлияли ни на позиции сторонников, ни на разрешения, выдаваемые ЕС.
Общий список противников:
- Польша (является прямым конкурентом Германии, создаёт собственный газовый хаб для поставок СПГ из США[206]);
- Эстония;
- Латвия;
- Литва;
- Румыния;
- Венгрия[207];
- Украина (не является членом Евросоюза);
- США (по мнению экспертов, пытались выдавить прямого конкурента с рынка газа, предлагая поставки своего более дорогого СПГ[208] и утверждая, что проект «делает Европу зависимой от российской энергетики, ограничивает свободу действий стран Европы и возможность оказания ими противодействия России»[151]).

Противники проекта рассчитывали привлечь в свои ряды Италию, поскольку строительством «Северного потока — 2» Германия де-факто перехватила у неё инициативу с проектом «Южного потока». Италия, однако, воздерживалась на всех голосованиях Совета ЕС по «Северному потоку — 2». Это эквивалентно поддержке проекта, так как противникам нужны голоса 65 % населения ЕС, и без Италии с её большим населением это сделать трудно (см. подробнее ниже о специфике голосований на Совете ЕС). Обозреватели связывали это с тем, что Италия, в лице своей компании Eni, подключилась к российскому проекту «Турецкий поток», намереваясь получить прямой доступ к энергоносителям России, но через свой газопровод Poseidon из Турции. Иными словами, Италия, хотя и не участвовала в «Северном потоке — 2», но так же делала ставку на прекращение работы украинской ГТС с переносом точек приёма газа в Германию и Турцию. Это также объясняло, почему воздерживается на голосованиях Греция, через территорию которой должен быть построен Poseidon.

### Позиция США
Американская администрация выступала против строительства газопровода. По инициативе Конгресса США в конце июля 2017 года был принят закон CAATSA («О противодействии противникам Америки посредством санкций»). Закон позволял вводить санкции против проекта «Северный поток — 2».
12 декабря 2017 года на слушаниях в комитете по иностранным делам Сената Конгресса США помощник госсекретаря по делам Европы и Евразии Уэсс Митчелл сообщил, что Вашингтон работает со своими европейскими союзниками по вопросу противодействия созданию трубопровода «Северный поток — 2».
В марте 2018 года группа из 39 американских сенаторов потребовала от министерства финансов и Госдепартамента заблокировать реализацию проекта «Северный поток — 2», поскольку, если проект будет осуществлён, то «американские союзники и партнёры в Европе окажутся под ещё большим злонамеренным влиянием со стороны Москвы», «Северный поток — 2» подорвёт экономику Украины и других стран в Центральной Европе, через территорию которых осуществляется транзит газа. Тогда же начальник пресс-службы Госдепартамента Хезер Науэрт заявила на пресс-брифинге, что иностранные компании, занятые в проекте строительства газопровода «Северный поток — 2», могут попасть под санкции США в рамках закона CAATSA.
12 декабря 2018 года Палата представителей Конгресса США приняла резолюцию, в которой призвала страны Евросоюза отказаться от строительства газопровода «Северный поток — 2», а также выступила за введение санкций против этого проекта в рамках закона CAATSA.
В январе 2019 года посол США в Германии Ричард Гренелл разослал письма немецким компаниям (BASF и Uniper), в которых допустил возможность введения санкций в отношении этих компаний в связи с поддержкой «Северного потока — 2», добавив, что послание следует воспринимать не как угрозу, а как «выражение политики США». В МИД Германии действия посла США назвали провокационными. Позднее глава МИД Германии Хайко Маас заявил, что американские санкции не смогут остановить проект: даже если ряд компаний покинет его, Россия закончит его в одиночку.
В феврале 2021 года в докладе администрации президента США Джо Байдена был обнародован список компаний, которые отказались участвовать в строительстве трубопровода. Он содержал 18 компаний, которые покинули проект из-за угроз США ввести санкции против его участников. При этом администрация Джо Байдена пообещала не включать Германию в новый список санкций против «Северного потока — 2».
29 марта госсекретарь США Энтони Блинкен заявил о намерении США усилить санкционное давление на компании, принимающие участие в реализации проекта газопровода, однако уже в июне он же заявил, что США не будут препятствовать завершению строительства газопровода в связи со стремлением администрации Байдена восстановить отношения с Германией.
В начале июня, выступая на слушаниях в Сенате США, Блинкен констатировал: «В практическом плане физическое завершение строительства трубопровода мне кажется свершившимся фактом. Теперь Германия пришла за стол переговоров. Мы активно с ней взаимодействуем, чтобы изучить, что может и … должно быть сделано, чтобы гарантировать, что транзитные платежи, которые Украина может на каком-то этапе в будущем потерять вследствие того, что этот трубопровод пойдёт в обход Украины, могли бы сохраниться». Тем самым госсекретарь фактически призвал украинскую сторону строить свою дальнейшую стратегию с учётом новой реальности, возникающей в связи с предстоящим завершением проекта «Северный поток — 2».
21 июля заместитель госсекретаря США Виктория Нуланд сообщила о том, что правительства США и Германии договорились о совместном введении санкций против России в случае, если она использует «Северный поток — 2» в качестве инструмента политического давления на страны Европы.
12 сентября старший советник по энергетической безопасности государственного департамента США Амос Хохштайн в ходе своего выступления в Киеве заявил, что США рассматривают возможность введения очередных санкций в отношении проекта «Северный поток — 2».

### Аргументы противников проекта

#### США
Официальные представители США заявляли, что проект подрывает энергетическую безопасность Европы, предоставляя России инструмент давления на европейские страны — особенно на такие, как Украина.
Помощник госсекретаря по энергетической дипломатии Госдепартамента США Сандра Оудкирк в мае 2018 года заявила, что подводное оборудование, установленное российской стороной на газопроводе «Северный поток — 2», позволит России получать разведывательные данные со дна Балтийского моря и осуществлять шпионаж за деятельностью европейских стран.

#### Украина
Бывший президент Украины Пётр Порошенко заявлял, что целью газопровода «Северный поток — 2» является «уничтожение Европы». Об этом, в бытность президентом, он написал в статье для немецкого издания Frankfurter Allgemeinе: «Строительство Nord Stream 2 — чисто геополитический проект Кремля, который не имеет ничего общего с экономическими и частными интересами, а лишь стремится подорвать единство Европы, чтобы, в конце концов, её уничтожить. Это всегда было идеологией энергетической политики Кремля». По заявлению Порошенко, как только «Северный поток — 2» заполнится российским газом, Кремль начнёт «ещё более жёсткое наступление» на европейские ценности. «Инвестиции в Nord Stream 2 являются инвестицией в разложение Европы. У Европы сейчас два выбора: поддержать тех, кто хочет объединиться с Европой, или построить совершенно ненужный трубопровод, который соединит её со страной, которая открыто её презирает», — резюмировал Порошенко. Порошенко называл газопровод инструментом «энергетической агрессии».
Сменивший его Владимир Зеленский заявлял, что «Северный поток — 2» несёт в себе угрозу для всей Европы, и назвал проект «неприемлемым».
Бывший глава правления украинского «Нафтогаза» Андрей Коболев призывал США «без промедления распространить действие антироссийских санкций на все компании, прямо или косвенно участвующие в реализации проекта „Северный поток — 2“». По версии Коболева, «Северный поток — 2» расширит возможность «Газпрома» «злоупотреблять своим доминирующим положением на газовом рынке Европы».
Верховная рада Украины призывала мировое сообщество не допустить строительства газопровода: «Намерение реализовать „Северный поток — 2“ утвердит абсолютную монополию РФ на газовом рынке Европы. В этом случае „Газпром“ получит контроль над объёмом и ценой всего газового рынка континентальной Европы, а также физическую возможность вообще отказать в поставках газа странам Центральной Европы».
Коммерческий директор «Нафтогаза Украины» Юрий Витренко заявлял, что прекращение транзита газа через украинскую территорию увеличит вероятность полномасштабного конфликта между Украиной и Россией.

#### Польша
В марте 2018 года Польша пыталась убедить Германию пересмотреть своё отношение к проекту строительства газопровода «Северный поток — 2» в связи с делом Скрипалей, однако глава МИД Германии Хайко Маас заявил, что Германия рассматривает «Северный поток — 2» как исключительно экономический проект и не считает возможным связывать его с этим инцидентом.
В Польше считали, что проект строительства газопровода «Северный поток — 2» угрожает безопасности Центральной Европы. Как заявлял в 2018 году глава польского правительства Матеуш Моравецкий, проект «может быть убийственным для Украины…, так как в момент, когда Украина будет исключена из процесса транзита газа, ничто не помешает ещё больше дестабилизировать ситуацию в этой стране». По его словам, этот проект «одновременно укрепляет связи Германии с Россией». «Это приводит к тому, что Польша вновь оказывается под угрозой ценового диктата со стороны „Газпрома“ и России».

## Позиция Совета Евросоюза и Еврокомиссии

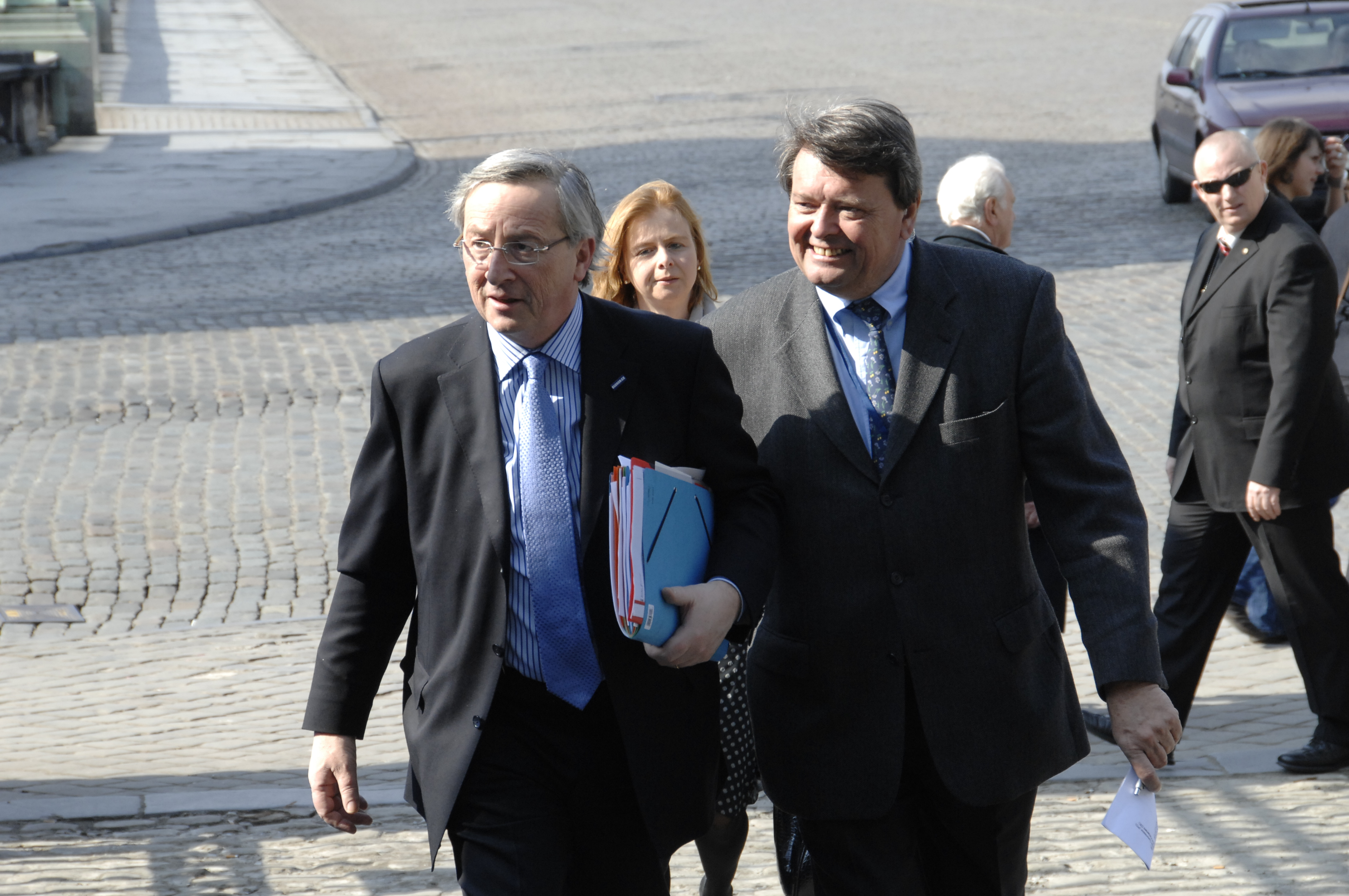
Жан-Клод Юнкер с другими еврокомиссарами хотел бы распространить «третий энергопакет» на «Северный поток — 2», но его не поддержали собственные адвокаты из EC Legal Service и страны Западной Европы

Еврокомиссия не выступала против проекта, но хотела узаконить применение к нему хотя бы части норм «третьего энергопакета» Евросоюза, призванного ограничить монополию поставщиков газа и электричества.
На голосованиях в Совете Евросоюза жёстко против газопровода выступали только Эстония, Литва, Латвия и Польша. Не препятствовали проекту, но были готовы поддержать законодательные инициативы Еврокомиссии о «третьем энергопакете» для газопровода Чехия, Румыния, Хорватия, Дания, Швеция, Словакия, Словения, Болгария. Однако соотношение сил между сторонниками и противниками проекта складывалось в пользу первых. Для принятия законодательной инициативы Еврокомиссии за неё должны проголосовать страны, суммарно насчитывающие более 65 % населения Евросоюза, а также половина от всех государств — членов ЕС. Германия, Австрия, Франция и Нидерланды в совокупности имеют 34,2 % населения ЕС даже без учёта Великобритании, которая защищала интересы своей компании Shell (с учётом Великобритании, сторонники проекта имели абсолютный блокирующий пакет в 47 % голосов населения ЕС). Даже если Великобритания выступила бы против проекта, его сторонникам для блокирования любой законодательной инициативы Еврокомиссии было достаточно, чтобы при голосовании воздержалась хотя бы ещё одна страна ЕС с населением больше 0,8 %. При этом ещё следует учитывать, что сторонники газопровода (Германия, Франция, Нидерланды, Великобритания) являлись основными донорами бюджета ЕС, а основные противники, такие как Польша и Прибалтика, являлись главными получателями дотаций из бюджета ЕС. Страны-доноры за счёт финансовых рычагов могли оказывать давление на другие страны — получатели дотаций, такие как Испания, Португалия, Греция, Венгрия.
Потенциальные противники проекта (Эстония, Литва, Латвия, Польша, Чехия, Румыния, Венгрия, Хорватия, Дания, Швеция, Словакия, Словения, Болгария) имели лишь 23 % населения ЕС, и поскольку перед ними стояла задача не блокировать инициативу ЕК, а принять её, то им нужно было найти ещё союзников для достижения лимита 65 % голосов по населению. На практике при голосовании лишь эти 13 стран из 26 поддержали инициативы Еврокомиссии.
К лету 2017 года после попытки Конгресса США наложить санкции на проект позиция Еврокомиссии была скорректирована. Баланс интересов сторонников и противников газопровода отошёл на второй план, так как Еврокомиссии пришлось защищать европейские компании от потенциальной «экономической агрессии» США. Председатель Еврокомиссии Жан-Клод Юнкер даже заявил, что в случае, если санкции против проекта будут введены, то Евросоюз введёт контрсанкции против США.
6 ноября 2017 года Еврокомиссия запустила законодательную инициативу по расширению применения «третьего энергопакета» на морские газопроводы. 5 марта 2018 года юридический департамент ЕК опубликовал своё заключение о незаконности законодательной инициативы ЕК по введению «третьего энергопакета» на газопроводы на шельфах как противоречащей международному праву — Конвенции ООН по морскому праву, а международное право имеет примат над европейским правом.
4 апреля 2019 года Европарламент утвердил проект поправок в «Газовую директиву» Евросоюза; этот документ распространял энергонормы Евросоюза на морские газопроводы в государствах ЕС, исходящие из третьих стран за пределами территории альянса. В число таких норм входил «анбандлинг» — запрет для добывающей газ компании одновременно с этим владеть газопроводом.
В ноябре 2019 года Nord Stream AG и Nord Stream 2 AG обратились в Европейский суд общей юрисдикции с иском о неприменении норм обновлённой газовой директивы ЕС к «Северному потоку» и «Северному потоку — 2», однако в мае 2020 года этот иск был отклонён. Nord Stream 2 подала апелляцию на это решение в Европейский суд.
В январе 2020 года Федеральное сетевое агентство ФРГ приняло заявки от Nord Stream AG и Nord stream 2 AG на выведение магистральных газопроводов «Северный поток» и недостроенного «Северного потока — 2» из-под действия обновлённой «Газовой директивы» ЕС. В мае агентство отказалось удовлетворить эти заявки, обосновав своё решение тем, что исключение возможно лишь для газопроводов, построенных до 23 мая 2019 года. Компания Nord Stream 2 AG пыталась обжаловать отказ властей Германии освободить проект от норм третьей газовой директивы ЕС, однако в августе 2021 года Высший земельный суд Дюссельдорфа постановил, что эти нормы применимы к проекту. Это означало, что «Газпром», будучи производителем газа и владельцем 100 % Nord Stream 2 AG, мог бы воспользоваться не более чем половиной мощности газопровода, остальные 50 % должны быть оставлены для иных потенциальных поставщиков газа, которые в этой трубе физически не могут появиться. 25 августа Высший земельный суд Дюссельдорфа вынес решение против Nord Stream 2 AG, который оспаривал решение о подчинении трубопровода газовой директиве ЕС. 5 октября 2021 года Nord Stream 2 AG подала апелляцию в Верховный федеральный суд Германии на решение Высшего земельного суда Дюссельдорфа не освобождать «Северный поток −2» из-под Газовой директивы ЕС.

## Санкции США против проекта

### Санкции 2019 года, приостановка строительства и реакция

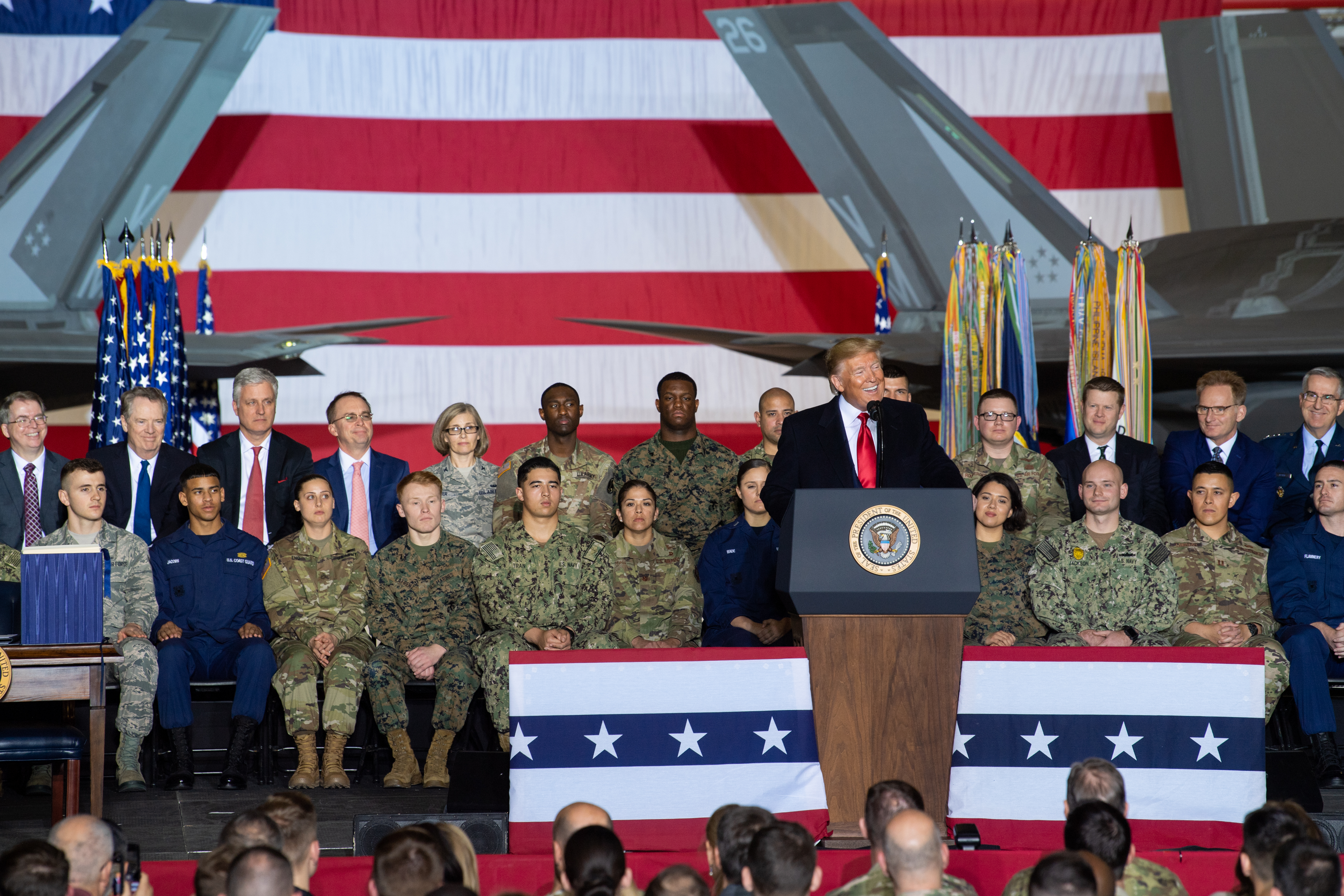
Президент США Дональд Трамп на церемонии подписания военного бюджета США на 2020 год

17 декабря 2019 года Сенат США одобрил законопроект о военном бюджете США (англ. National Defense Authorization Act, NDAA) на 2020 финансовый год, который обязывал администрацию США ввести санкции в отношении газопровода «Северный поток — 2». Вечером 20 декабря президент США Дональд Трамп подписал военный бюджет, что привело к немедленному вступлению в силу санкций в отношении газопроводов «Северный поток — 2» и «Турецкий поток».

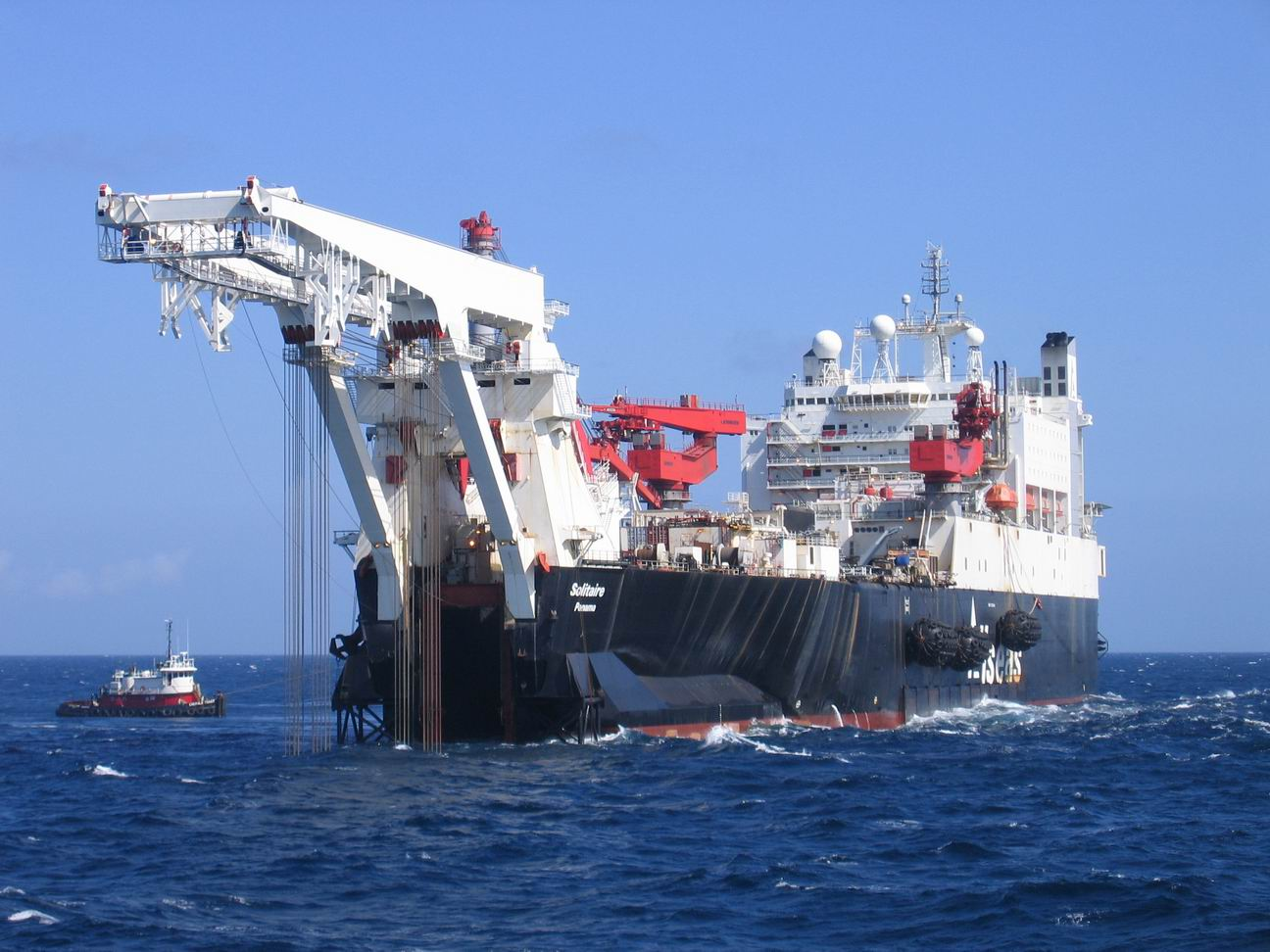
Судно компании Allseas, проводившей работы по прокладке трубопровода в Балтийском море

21 декабря оператор «Северного потока — 2» официально подтвердил приостановку строительства газопровода. 22 декабря Allseas отвела все суда из района прокладки газопровода и вскоре сообщила, что не планирует возвращаться к работе над российским проектом.
23 декабря премьер-министр России Дмитрий Медведев, комментируя происходящее, заявил, что «газопровод „Северный поток — 2“ будет достроен, несмотря на санкции США». Председатель Совета Федерации Валентина Матвиенко назвала введение США санкций против проекта «Северный поток — 2» «апофеозом абсурда и проявлением экономической войны» и заявила, что они «направлены на создание конкурентных преимуществ для США». В конце декабря американское издание Forbes заявило, что «санкции против проекта „Северный поток — 2“ не помешают строительству трубопровода» и «США опоздали на год с введением ограничительных мер». 31 декабря пресс-секретарь президента России Дмитрий Песков признал, что отказ компании Allseas продолжать строительство «сдвинет сроки ввода российского газопровода», однако это «не сможет помешать завершению проекта» и «Северный поток — 2» будет достроен.
11 января 2020 года на совместной пресс-конференции в Москве, по итогам переговоров с президентом России Владимиром Путиным, канцлер Германии Ангела Меркель заявила, что «Берлин отвергает санкции против „Северного потока — 2“ и считает проект коммерческим», «правильным» и «его необходимо завершить». Путин по завершении этих переговоров сообщил, что «не сомневается: Россия сможет достроить „Северный поток — 2“ самостоятельно и газопровод заработает», но «окончание строительства вынужденно будет отодвинуто на несколько месяцев».
23 сентября международная группа клубов взаимного страхования судовладельцев IG P&I решила не предоставлять страховое покрытие судам, которые будут участвовать в строительстве трубопровода «Северный поток — 2», в связи с «существующими рисками санкций, обусловленных решением администрации США».
В январе 2021 года США расширили санкции в отношении России, включив в «чёрный список» трубоукладчик «Фортуна» и владеющую судном компанию KVT-RUS. Работы по «Северному потоку — 2» на тот момент строители завершили на 94 %.
Отношение Еврокомиссии, Совета Евросоюза и стран ЕС к санкциям США
21 декабря 2019 года правительство ФРГ выразило сожаление в связи с вступлением в силу санкций и заявило, что факт введения США таких ограничительных мер представляет собой вмешательство в европейские дела.
Представитель Еврокомиссии заявил, что Евросоюз «выступает против введения санкций в отношении компаний ЕС, ведущих легальный бизнес». В МИД Швейцарии раскритиковали ограничительные меры и заявили, что «критически относятся к экстерриториальным санкциям, но не могут им помешать».
22 декабря издание «Бильд» опубликовало интервью американского посла в Германии Ричарда Гренелла, заявившего, что «санкции США против „Северного потока — 2“ были приняты в интересах Европы».
Глава МИД Нидерландов Стеф Блок в конце декабря заявил о «недопустимости ситуации, при которой США могли бы указывать стране, откуда получать энергоносители».
Экс-канцлер ФРГ и глава совета директоров принадлежащей «Газпрому» компании Nord Stream 2 Герхард Шрёдер 31 декабря в интервью изданию Neue Osnabrücker Zeitung подверг критике санкции США против трубопровода «Северный поток — 2», назвав их «вмешательством во внутренние дела Германии», какого он «не наблюдал с момента воссоединения».
16 июля 2020 года министр иностранных дел Германии Хайко Маас в ответ на очередное расширение санкций США против газопровода «Северный поток — 2» заявил, что Берлин отвергает экстерриториальные санкции:

«Своими заявлениями о мерах, которые также угрожают европейским компаниям санкциями, администрация США неуважительно относится к суверенитету и праву Европы самостоятельно решать, где и как мы получаем нашу энергию. Европейская энергетическая политика решается в Европе, а не в Вашингтоне. Мы решительно отвергаем экстерриториальные санкции.
В последние недели немецкое правительство провело многочисленные переговоры с американской стороной в связи с возможным ужесточением режима PEESA. На этих встречах мы очень чётко обозначили свою позицию. Мы считаем неправильным вводить санкции в отношении партнёров. Нам нужна совместная трансатлантическая позиция по санкциям против России. Вчерашнее решение США ещё больше затруднит достижение этой цели».

5 августа республиканские законодатели Тед Круз, Том Коттон и Рон Джонсон направили письмо оператору немецкого порта Мукран компании FährhafenSassnitzGmbH, в котором они угрожали местным чиновникам «широким спектром американских санкций, направленных против проекта „Северный поток — 2“». Данное письмо в правительстве Германии посчитали подтверждением того, что Вашингтон продолжает нарушать международное право и посягает на суверенитет Европы.

### Снятие санкций
После прихода к власти в США администрации Джо Байдена ситуация изменилась. 2 февраля 2021 года США впервые выдвинули Германии условия отмены санкций в отношении проекта «Северный поток — 2»: во-первых, Германия должна юыда предотвратить отделение Украины от европейской газовой инфраструктуры; во-вторых, Германия должна была помочь Украине расширить свою газовую инфраструктуру; в-третьих, США требовали пересмотра соглашения, регулирующего транзит российского природного газа через систему газопроводов Украины.
Хотя подготовленные при Дональде Трампе поправки в закон Protecting Europe’s Energy Security Act (PEESA) были приняты уже при Байдене, новая администрация в апреле ввела только часть санкций (непосредственно против трубоукладочных судов, участвующих в проекте), не приняв мер против оператора Nord Stream 2 AG и его менеджмента.
В конце мая президент США Джо Байден заявил, что строительство трубопровода «Северный поток — 2» «почти завершено» и введение новых санкций против проекта было бы «непродуктивным» для отношений США с Европой.
В июне исполняющий обязанности помощника главы Госдепартамента по делам Европы и Евразии Филип Рикер сообщил, что американская администрация отложила «определённые санкции» против трубопровода «Северный поток — 2», так как стремится «достичь чего-то позитивного», нежели наносить ущерб отношениям с европейскими союзниками путём дальнейших санкций. По его словам, строительство газопровода было завершено более чем на 90 %, когда администрация США приступила к своим обязанностям в январе. Помощник главы Госдепа добавил, что США намерены взаимодействовать с Германией по дипломатическим каналам и предпринимать определённые действия для снижения рисков, которые, по мнению США, вместе со строительством «Северного потока — 2» возникают в отношении Украины и энергетической безопасности Европы. При этом позиция руководства США по проекту осталась неизменной — оно считает трубопровод «российским геополитическим проектом, который угрожает европейской энергетической безопасности и подрывает безопасность Украины и других восточноевропейских стран, включая восточный фланг НАТО».
В июле канцлер ФРГ Ангела Меркель провела в Вашингтоне переговоры с президентом США Джо Байденом, в рамках которых обсуждались способы разрешения спора по «Северному потоку-2». Меркель заявляла, что стороны по-разному оценивают проект, и напомнила, что Украина всё равно будет осуществлять транзит российского газа даже после запуска нового газопровода. В то же время она пообещала, что ФРГ будет «действовать активно», если Россия не будет уважать права Украины на транзит газа. Канцлер уточнила, что речь идёт о некоем «наборе инструментов», которым может воспользоваться не сама Германия, но Евросоюз.
На Украине переговорами Байдена и Меркель остались недовольны. Однако, как сообщило издание Politico, США негласно попросили представителей украинской власти воздержаться от критики предстоящей сделки с Германией по урегулированию спора вокруг газопровода «Северный поток-2». В Вашингтоне указали Киеву, что осуждение предстоящей сделки может нанести ущерб двусторонним отношениям между США и Украиной.
21 июля Госдепартамент США и МИД Германии представили соглашение о гарантиях энергетической безопасности Украины после запуска «Северного потока — 2». Германия, в частности, взяла на себя обязательство создать «зелёный фонд» в размере $1 млрд и выделить Украине средства на переход к новым источникам энергии. Также ФРГ пообещала реагировать на «акты агрессии со стороны России против Украины».
Соглашение предусматривало:
- обязательство Германии реагировать на национальном уровне на акты агрессии со стороны России против Украины;
- использование всех возможных ресурсов, чтобы добиться продления соглашения о транзите газа через Украину на срок до 10 лет (после 2024 года);
- назначение Германией спецпосланника по переговорам о продлении договора;
- продолжение совместных проектов Германии и Украины в области возобновляемой энергетики;
- техническую помощь в интеграции Украины в европейскую энергосеть[284].

После презентации этого соглашения главы МИДов Украины и Польши Дмитрий Кулеба и Збигнев Рау выпустили совместное заявление. Они подтвердили, что выступают против запуска «Северного потока — 2» до тех пор, пока не будут разработаны меры по минимизации рисков энергобезопасности и поддержки стран «в их стремлении стать членами западных демократических институтов». Перед объявлением условий соглашения канцлер ФРГ Ангела Меркель провела телефонные переговоры с президентом России Владимиром Путиным. Стороны обсудили вопросы транзита газа по «Северному потоку — 2» и через Украину, в том числе затронули возможность продления соглашения о транзите через Украину после 2024 года.
Реакция
Договорённость США и Германии в пользу завершения трубопровода вызвала неоднозначную реакцию в Европе. В частности, руководство Украины и Польши высказалось резко против. 21 июля Украина и Польша выступили с совместным заявлением о том, что отказ от попыток остановить строительство газопровода углубляет кризис «безопасности, доверия и политики в Европе» и создаёт угрозу для Украины и Центральной Европы. Украина и Польша договорились сотрудничать с союзниками и партнёрами для противодействия «Северному потоку-2», пока не будут созданы «решения для преодоления кризиса безопасности». Министры призвали Германию и США «адекватно отнестись к кризису безопасности в нашем регионе, единственным выгодоприобретателем которого является Россия». Киев инициировал консультации с Еврокомиссией и Германией по «Северному потоку — 2».
Заместитель министра иностранных дел Польши Марчин Пшидач заявил в интервью польскому радио, что Варшава пыталась затормозить строительство газопровода на протяжении нескольких лет и если бы не действия Польши, газопровод мог бы быть уже завершён: «Чем дольше этот газопровод неактивен, тем лучше для Центральной и Восточной Европы и единства Евросоюза».
Китай выступил против санкций США в отношении «Северного потока — 2», а также политизации коммерческих проектов в целом. Об этом заявил официальный представитель МИД КНР Чжао Лицзянь: «Мы против политизации коммерческих проектов, против односторонних санкций… Подобные действия США — чистой воды гегемонизм, попирающий основополагающие нормы международного права».

### Новые санкции
20 августа 2021 года администрация США ввела новые санкции против газопровода. В санкционном списке, о котором объявили в Госдепартаменте, оказались одно судно и две российские компании. Президент Байден также подписал исполнительное распоряжение, согласно которому Вашингтон планирует объявить о дополнительных санкциях против российских трубопроводов.

### После 2024 года
28 февраля 2024 года в Управление по контролю над иностранными активами Минфина США (OFAC) поступило предложение от американского инвестора Стивена Линча о намерении выкупить взорванный газопровод «Северный поток-2». По возможным условиям сделки бизнесмен рассчитывал приобрести актив с большой скидкой при выставлении на аукцион в рамках банкротства швейцарского оператора Nord Stream 2. Так же юристы бизнесмена в предложении запросили лицензию на участие в торгах, в связи с тем то ему лично потребуется вести переговоры с субъектами находящимися под санкциями США.
По информации газеты Die Zeit, в мае 2025 года Линч оплатил долг оператора газопровода перед кредиторами, что в перспективе послужит выведению Северного потока-2 из-под российского влияния.